# Eutokios
Eutokios (griechisch Εὐτόκιος Eutókios) war ein spätantiker griechischer Mathematiker und Vertreter der neuplatonischen Philosophie. Seine Lebenszeit fällt ins späte 5. Jahrhundert und in die erste Hälfte des 6. Jahrhunderts. Er wird oft nach seiner Heimatstadt Eutokios von Askalon genannt. Da er zur Philosophenschule von Alexandria gehörte, wird er auch als Eutokios von Alexandria bezeichnet.

## Leben
Über das Leben des Eutokios ist sehr wenig bekannt. Er stammte aus der Stadt Askalon im heutigen Israel. Einer Forschungsmeinung zufolge war er ein Schüler des Architekten und Mathematikers Isidoros von Milet (des Älteren). Diese Annahme beruht auf vier Erwähnungen Isidors in Kommentaren des Eutokios, darunter drei Vermerken, denen zufolge „unser Lehrer, der Ingenieur Isidoros von Milet“ eine Textüberprüfung durchgeführt hat. Wie das zu verstehen ist, ist allerdings umstritten. Man kann es so deuten, dass Eutokios der Urheber der Vermerke war und dass er mitteilen wollte, dass sein Lehrer Isidoros den Text der Werke, die Eutokios kommentierte, überprüft hatte. Nach einer alternativen Interpretation sind die vier Erwähnungen des Isidoros nicht authentisch, sondern wurden von einem unbekannten Schüler des Isidoros nachträglich in den Text des Eutokios eingefügt. Dann besagen die Vermerke, dass Isidoros den Text der Kommentare des Eutokios überprüfte. Wenn das zutrifft, ist die Annahme, Isidoros sei Eutokios’ Lehrer gewesen, hinfällig. Mitunter wird Eutokios mit einem gleichnamigen Soldaten thrakischer Herkunft verwechselt, der das Bürgerrecht von Askalon erhalten hatte.
Ein Werk des Eutokios enthält eine Widmung an „Ammonios, den besten der Philosophen“. Daher ist davon auszugehen, dass Eutokios ein Schüler des berühmten Philosophen Ammonios Hermeiou war, der an der neuplatonischen Philosophenschule von Alexandria lehrte. Da Ammonios um 440 geboren wurde und wohl nach 517 starb, fällt die Lebenszeit des Eutokios in die zweite Hälfte des 5. Jahrhunderts und die erste Hälfte des 6. Jahrhunderts. Nach dem Abschluss seiner Ausbildung hat Eutokios weiterhin in Alexandria gelebt und an der dortigen Philosophenschule Unterricht erteilt. Zu seinen Schülern gehörte der Neuplatoniker David.
Ammonios war anscheinend ein öffentlich besoldeter Philosophielehrer. In der Forschung ist vermutet worden, dass Eutokios sein Nachfolger auf dieser Stelle war und die Philosophenschule geleitet hat. Dafür gibt es aber keinen Beleg.

## Werke
Vier Kommentare zu mathematischen bzw. mathematisch-physikalischen Schriften, die Eutokios mit Sicherheit zugeschrieben werden können, sind erhalten geblieben:
- ein Kommentar zu den ersten vier Büchern der Kōniká („Kegelschnitte“) des berühmten Mathematikers Apollonios von Perge. Eutokios widmete dieses Werk dem Mathematiker und Architekten Anthemios von Tralleis. Er erstellte auch eine Ausgabe des kommentierten Werks. Von der Sorgfalt seines Vorgehens zeugt seine textkritische Arbeit: Er verglich die ihm vorliegenden unterschiedlichen Fassungen der Konika, und wo sie verschiedene Lesarten boten, versuchte er die beste Textversion zu ermitteln, vermerkte aber auch Varianten, die er verwarf. Die beste Version war aus seiner Sicht die klarste, didaktisch zweckmäßigste, nicht wie für einen modernen Herausgeber die mutmaßlich ursprüngliche. Da es ihm auf die methodische Sauberkeit der mathematischen Demonstration und auf die didaktische Qualität ankam, scheute er nicht vor größeren Eingriffen in den Text zurück; was ihm überflüssig schien, ließ er einfach weg.[2] Von den acht Büchern der Konika sind nur die ersten vier in griechischer Sprache erhalten geblieben, und zwar nur in der von Eutokios bearbeiteten Fassung. Drei weitere Bücher liegen nur in einer mittelalterlichen arabischen Übersetzung vor, das achte Buch ist verloren.
- ein Kommentar zur Abhandlung Peri sphaíras kai kylíndrou („Über Kugel und Zylinder“) des  Archimedes. Das erste Buch dieses Kommentars widmete Eutokios seinem Lehrer Ammonios.[3]
- ein Kommentar zu Archimedes’ Schrift Kýklou métrēsis („Die Kreismessung“).[4]
- ein Kommentar zu Archimedes’ Abhandlung Epipédōn isorrhopíai („Das Gleichgewicht ebener Flächen“).[5]

Keiner der Kommentare enthält eigene Entdeckungen des Eutokios. Sie sind aber wertvolle Quellen für die Geschichte der antiken Mathematik. Eutokios teilt Lösungen geometrischer Probleme mit, die frühere Mathematiker gefunden hatten und die zum Teil nur bei ihm überliefert sind.
Im Kommentar zu den Konika erwähnt Eutokios Scholien zum ersten Buch der Mathēmatikḗ sýntaxis des Klaudios Ptolemaios, die er anscheinend (die Formulierung ist nicht eindeutig) selbst verfasst hat. Bei der kommentierten Schrift handelt es sich um das berühmte astronomische Werk des Ptolemaios, das heute unter der Bezeichnung Almagest bekannt ist. Joseph Mogenet hat vorgeschlagen, den mutmaßlichen verschollenen Kommentar des Eutokios mit einer anonym überlieferten mathematischen Einführung zum ersten Buch des Almagest zu identifizieren, doch wurde diese Hypothese widerlegt.
Auf philosophischem Gebiet befasste sich Eutokios mit der Logik des Aristoteles. Er verfasste einen Kommentar zur Isagoge des Neuplatonikers Porphyrios (3. Jahrhundert), einer Einführung in die aristotelische Logik. Der Philosoph Elias (6. Jahrhundert) erwähnt, dass Eutokios in seinem Unterricht die Isagoge behandelte. Material aus dem Isagoge-Kommentar des Eutokios ist in Scholien überliefert, die Arethas von Caesarea zusammenstellte oder abschrieb.
Ferner schrieb Eutokios eine astrologische Abhandlung, die wohl den Titel Astrologoumena („Astrologisches“) trug. Ein umfangreiches, genau ausgearbeitetes Horoskop, das sich auf den 28. Oktober 497 bezieht und in Alexandria erstellt wurde, wird in einer der drei erhaltenen Handschriften Eutokios zugeschrieben.

## Rezeption
Im 9. Jahrhundert verglich der arabische Übersetzer von Apollonios’ Konika den von Eutokios bearbeiteten Text mit einer älteren Fassung. Nach der herkömmlichen Forschungsmeinung legte er seiner Übersetzung die Fassung des Eutokios zugrunde, doch  hat Roshdi Rashed gezeigt, dass dies nicht zutrifft.
Im Jahr 1269 übersetzte Wilhelm von Moerbeke Eutokios’ Kommentare zu „Über Kugel und Zylinder“ und „Das Gleichgewicht ebener Flächen“ ins Lateinische. Moerbekes Freund Witelo hatte Zugang zu seinen Übersetzungen; Spuren einer Eutokios-Rezeption sind bei ihm erkennbar. Im 14. Jahrhundert verwendete der französische Mathematiker Johannes de Muris Moerbekes Übersetzung des Kommentars zu „Über Kugel und Zylinder“. Um 1450 übersetzte Jacobus Cremonensis im Auftrag von Papst Nikolaus V. alle Archimedes-Kommentare des Eutokios ins Lateinische.
Ein Teil von Eutokios’ Archimedes-Kommentierung wurde im Mittelalter ins Arabische übersetzt. Einige arabische Handschriften des Kommentars zu „Über Kugel und Zylinder“, die allerdings nur Fragmente enthalten, sind erhalten geblieben. Im Spätmittelalter wurde auch eine hebräische Übersetzung des ersten Buchs des Kommentars zu „Über Kugel und Zylinder“ angefertigt, von der nur eine einzige Handschrift erhalten ist, die nicht den gesamten Text des Buchs enthält.
Der Humanist Giorgio Valla veröffentlichte in seinem Werk De expetendis et fugiendis rebus opus (Venedig 1501) ins Lateinische übersetzte Auszüge aus den Konika und aus dem Kommentar des Eutokios. Die Erstausgabe der Archimedes-Kommentare erschien 1544 in Basel. Eine lateinische Übersetzung der ersten vier Bücher der Konika und des Kommentars des Eutokios, angefertigt von Federigo Commandino, wurde 1566 in Bologna gedruckt. Die Erstausgabe des griechischen Originaltextes dieses Kommentars brachte Edmond Halley 1710 in Oxford heraus.

## Textausgaben (teilweise mit Übersetzungen)
- Johan Ludvig Heiberg (Hrsg.): Apollonii Pergaei quae Graece exstant cum commentariis antiquis. Band 2, Teubner, Stuttgart 1974, ISBN 3-519-01052-6 (Nachdruck der Ausgabe Leipzig 1893), S. 168–361 (kritische Edition von Eutokios’ Kommentar zu den Konika mit lateinischer Übersetzung des Herausgebers).
- Charles Mugler (Hrsg.): Archimède. Band 4: Commentaires d’Eutocius et fragments. Les Belles Lettres, Paris 1972 (kritische Edition der griechischen Texte und französische Übersetzung).
- Catalogus Codicum Astrologorum Graecorum, Band 1, hrsg. Alessandro Olivieri. Lamertin, Bruxelles 1898, S. 170–171 (Edition des Anfangs der Astrologoumena).

## Übersetzungen
Mittelalterlich
- Marshall Clagett (Hrsg.): Archimedes in the Middle Ages, Band 2: The Translations from the Greek by William of Moerbeke. The American Philosophical Society, Philadelphia 1976, ISBN 0-87169-117-5 (S. 221–285, 406–416, 486–526: Eutokii Ascalonite rememoracio in libros Archimedis de spera et chylindro. S. 339–355, 420–422, 561–574: Euthocii Ascalonite rememoracio in libros Archymedis de equerepentibus; kritische Ausgaben).

Modern
- Reviel Netz: The works of Archimedes. Translated into English, together with Eutocius’ commentaries, with commentary, and critical edition of the diagrams. Band 1: The Two Books On the Sphere and the Cylinder. Cambridge University Press, Cambridge 2004, ISBN 0-521-66160-9 (enthält S. 243–368 eine englische Übersetzung von Eutokios’ Kommentar zu Archimedes’ „Über Kugel und Zylinder“).